# Немировский, Александр Аркадьевич
Алекса́ндр Арка́дьевич Немиро́вский (псевдонимы в Интернете Могултай, Mogultaj, Вираде, Wirade, Wiradhe, Wyradhe, род. 14 июня 1968, Москва) — российский историк, востоковед, поэт, писатель.
Специалист по истории древнего Ближнего Востока, северо-запада Передней Азии (Анатолии, Верхней Месопотамии и Восточного Средиземноморья).
Значительную часть своих исследований и литературного творчества Немировский публикует на собственном сайте «Удел Могултая» и на двух личных блогах в Живом журнале.

## Семья
- Отец — Аркадий Семёнович Немировский (р. 1947), математик[3][4]. В настоящее время живёт в Израиле[5].
- Жена (с 1989) — Варвара Добровольская.
- Дочь (р. 1999).[1]

## Образование
- Исторический факультет МГУ (1985—1992, с перерывом на службу в Советской Армии в 1986—1988 годах)[1].
- Кандидат исторических наук (1997)[6]. Тема диссертации: «Древнееврейский этногенез в свете патриархальной традиции Книги Бытия и политической истории древнего Ближнего Востока».

## Профессиональная и научная деятельность
В 1993—2000 годах работал преподавателем на кафедре истории Древнего мира исторического факультета МГУ, читал лекции по истории Древнего мира для 1 курса вечернего отделения, вёл семинарские занятия и спецкурсы. С 2000 года — старший научный сотрудник Института всеобщей истории РАН.
Шумеролог Владимир Емельянов дал такую характеристику Немировского:
…Человек незаурядный. На истфаке МГУ умудрился выучить и аккадский, и египетский, чего в наших пенатах со времен Василия Васильевича Струве не случалось. Потом освоил хеттский. Латынь и греческий само собой. В результате получилось некое чудо, которое смогло заниматься всей палитрой вавилонско-хеттско-египетско-ассирийских связей, имевших место во второй половине II тысячелетия до н. э. Это чудо в бытность свою преподавателем истфака умудрилось создать самую настоящую ассириологическую школу, выпустить трех специалистов по политической истории своего периода и даже по истории старовавилонского города Мари. Потом чудо по всем законам чудесного перекочевало в Институт всеобщей истории, где его привлекли проблемы древневосточной хронологии. Между тем свою кандидатскую оно (чудо) защитило по некоей третьей тематике — а именно, по этногенезу евреев. Если прибавить к этому одновременное стихописание, руководство одним из самых известных и уважаемых исторических сайтов, катаеведческие и белогвардейские штудии, то можно подумать, что могултаев много. Если же прибавить ещё и щедрое, практически арабское гостеприимство, помноженное на жизнелюбие и доброжелательность, то даже и в этом случае полного портрета нашего героя не получится. Всегда отыщутся детали, не влезающие даже в самое подробное описание его достоинств. Например, котолюбивость. Его кошка носила хурритское имя Келлухеба. А недостатки… мяфф, у кого их нет!

## Интернет-публикации на другие темы
Помимо научных работ по прямой специальности, в своём ЖЖ и на своём сайте Немировский публиковал также рассчитанные на широкий круг читателей статьи и посты на следующие темы, связанные с историей и литературой XIX—XX веков:
- Отечественная война 1812 года и фельдмаршал Кутузов
- Александр Грибоедов и «Горе от ума»
- Эдуард VII
- Гражданская война в России
- Русская литература XIX—XX веков
- Русская поэзия начала XX века
- Николай Гумилёв
- Лариса Рейснер
- Марина Цветаева
- «Ахматоборчество» и Тамара Катаева
- Георгий Иванов и Ирина Одоевцева
- Валентин Катаев (в отличие от большинства литераторов включает Катаева во вторую десятку главных для себя русских поэтов XX века[9])
- Михаил Булгаков
- Борис Пастернак
- Наталья Трауберг и её переводы Честертона
- Редьярд Киплинг
- Джон Толкин
- Леонид Брежнев
- Современная российская политика и современные российские политики

## Литературное творчество

### Поэзия
О поэзии Немировского литературный критик Кирилл Анкудинов говорит, что она «может быть умной, сложной, интеллектуальной — оставаясь при этом вполне романтической…»

### Предпочтения в русской поэзии XX века
Отвечая на тест Евгения Витковского о двадцати пяти главных для себя русских поэтах XX века, назвал следующих:
- Щировский, Георгий Иванов, Слуцкий
- Бродский, Заболоцкий
- Кузмин, Конст. Вагинов, Бунин, Мандельштам, Ходасевич
- Валентин Катаев, Гумилёв, Олейников, Пастернак, Кушнер, Липкин, Глазков, Сергей Шестаков, Анчаров, Щербаков
- Дукельский, Саша Чёрный, Одоевцева, Домбровский, Дон-Аминадо

На факультативный вопрос о поэтах, вызывающих резкую антипатию, ответил: Блок, Маяковский, Цветаева.

## Признание
Награждён медалью Российской академии наук с премией для молодых учёных РАН, других учреждений, организаций и для студентов высших учебных заведений по итогам 13-го конкурса 2001 года за монографию «У истоков древнееврейского этногенеза. Ветхозаветное предание о патриархах и этнополитическая история Ближнего Востока».

## Немировский в литературе

### Немировский в художественной литературе
Писатель-фантаст Кирилл Бенедиктов, вместе с Немировским учившийся на историческом факультете МГУ, ввёл Немировского в разговор персонажей своего романа «Завещание ночи» (2001):

 — А в чём вы специалист, Дима? — неожиданно заинтересовалась Наташа. — Вы-то, по крайней мере, историк? <…>
 — О, — сказал Лопухин, — o! Я, конечно, историк. Но, боюсь, Наташа, моя специальность мало кого сможет заинтересовать: я занимаюсь историей древнего мира, а конкретно — царством Митанни…
 — Потрясающе! — воскликнула Наташа. — Я даже не слышала никогда о таком…
 — Это неудивительно, — сказал я. — По-моему, кроме Димы, о нём вообще никто не знает.
 — Ну почему же, — смущенно пробормотал Лопухин. — Вот Немировский с успехом им занимается…
Сам Немировский прокомментировал этот отрывок следующим образом:
На первом курсе я знал Кирилла, а Кирилл слышал от меня про Митанни (и мало кто из тех, кто знал меня на 1 курсе, от меня про него не слышал).
В романах Андрея Валентинова «Царь-Космос» и «Век-волкодав» использовано стихотворение А. Немировского «Шварц, 1918» («Столицы в расходе, как в бурю облака»), приписанное белогвардейскому прапорщику Немировскому.

### Посвящения Немировскому
Одно из стихотворений-экспромтов Эли Бар-Яалома называется «Александру Немировскому (Могултаю)» («Мой друг, создатель Царства Хатти…») (2003). Немировскому также посвящена одноактная пьеса-беседа Бар-Яалома «Тудхалияс и Авраам» (2002).
Посвящение Немировскому содержит роман Ольги Чигиринской «Сердце меча».

### Публикации Александра Немировского

#### Монографии
- У истоков древнееврейского этногенеза. Ветхозаветное предание о патриархах и этнополитическая история Ближнего Востока. — М., 2001. — 268 c. — ISBN 5-85941-087-5
- «На Солнце, отца моего, я полагаюсь…»: IBoT I 34 и история Верхней Месопотамии в XIII в. до н. э. — М., 2007. — (Соавтор Б. Е. Александров).
- Материалы для изучения эпоса о Халандине : верхне-колымские юкагирские предания. — М., 2017. — 174 с. — ISBN 978-5-4465-1621-6. — (Соавтор П. Е. Прокопьева).
- "Пастухи и фиванцы". Выделение и продолжительность династий гиксосского времени (XV-XVII) в труде Манефона. — М.: ИВИ РАН, 2019. — 312 с. — (Studia Manethoniana 1). — ISBN 978-5-4465-2525-6.
- Этническая история юкагиров с древнейших времен до XX в. Часть 1. — М.: Директмедиа Паблишинг, 2021. — 144 с. — (Ignotum Populis). — ISBN 978-5-4499-2732-3. — (Соавторы В. А. Акимова, В. И. Шадрин).
- Юкагирские подразделения («роды») и их именования в конце XVIII – первой половине XX в.. — М.: ИВИ РАН, 2022. — 198 с. — ISBN 978-5-94067-542-6.
- Хэн из рода Лю, или путевые записки об императоре Сяо-вэне. — М.: Перо, 2024. — 272 с. — ISBN 978-5-00244-100-6.

#### Главы в совместных работах
- Месопотамия // Всемирная история. В 6 томах / гл. ред. А. О. Чубарьян. Институт всеобщей истории РАН. — М.: Наука, 2011. — Т. 1: Древний мир / отв. ред В. А. Головина, В. И. Уколова. — С. 68—98. — 822 с. — 1000 экз. — ISBN 978-5-02-036726-5.
- Страны Леванта (Финикия, Сирия, Палестина) // Всемирная история. В 6 томах / гл. ред. А. О. Чубарьян. Институт всеобщей истории РАН. — М.: Наука, 2011. — Т. 1: Древний мир / отв. ред В. А. Головина, В. И. Уколова. — С. 197—206. — 822 с. — 1000 экз. — ISBN 978-5-02-036726-5.
- Международные отношения на Древнем Востоке в эпоху ранней древности // Всемирная история. В 6 томах / гл. ред. А. О. Чубарьян. Институт всеобщей истории РАН. — М.: Наука, 2011. — Т. 1: Древний мир / отв. ред В. А. Головина, В. И. Уколова. — С. 222—231. — 822 с. — 1000 экз. — ISBN 978-5-02-036726-5.
- Немировский А. А.; Головина В. А. Человек, общество, религия на Переднем Востоке ранней древности // Всемирная история. В 6 томах / гл. ред. А. О. Чубарьян. Институт всеобщей истории РАН. — М.: Наука, 2011. — Т. 1: Древний мир / отв. ред В. А. Головина, В. И. Уколова. — С. 232—250. — 822 с. — 1000 экз. — ISBN 978-5-02-036726-5.
- «Мировые империи» Древнего Востока: опыт создания государственной и социокультурной универсализации // Всемирная история. В 6 томах / гл. ред. А. О. Чубарьян. Институт всеобщей истории РАН. — М.: Наука, 2011. — Т. 1: Древний мир / отв. ред В. А. Головина, В. И. Уколова. — С. 251—255. — 822 с. — 1000 экз. — ISBN 978-5-02-036726-5.
- Восточное Средиземноморье и сопредельные страны в первой половине I тысячелетия до н. э. // Всемирная история. В 6 томах / гл. ред. А. О. Чубарьян. Институт всеобщей истории РАН. — М.: Наука, 2011. — Т. 1: Древний мир / отв. ред В. А. Головина, В. И. Уколова. — С. 271—280. — 822 с. — 1000 экз. — ISBN 978-5-02-036726-5.
- Ассирия // Всемирная история. В 6 томах / гл. ред. А. О. Чубарьян. Институт всеобщей истории РАН. — М.: Наука, 2011. — Т. 1: Древний мир / отв. ред В. А. Головина, В. И. Уколова. — С. 281—305. — 822 с. — 1000 экз. — ISBN 978-5-02-036726-5.
- Бухарин М. Д.; Немировский А. А. Культурные и религиозные процессы на Древнем Востоке в поздней древности // Всемирная история. В 6 томах / гл. ред. А. О. Чубарьян. Институт всеобщей истории РАН. — М.: Наука, 2011. — Т. 1: Древний мир / отв. ред В. А. Головина, В. И. Уколова. — С. 391—402. — 822 с. — 1000 экз. — ISBN 978-5-02-036726-5.

#### Важнейшие статьи
- Саттиваса, Агиттессоб и последние дни Аррапхи : (Еще раз об одном эпизоде митаннийской истории) // Древний Восток и античный мир. — М., 1998. — 1. — С. 62-92.
- К истории хетто-ассирийских отношений в конце XIII — начале XII в. до н. э.// ВДИ. — 2008. — № 2.
- Западные владения Касситской Вавилонии в XV—XIV вв. до н. э. и арамейское (ахламейское) переселение // ВДИ. — 1999. — № 1.
- Хана, Хурри-Ханигальбат и Касситская Вавилония в XVI в. до н. э. (К истории «тёмного» века древней Месопотамии) // Восток. — 2002. — № 1.
- Касситская Вавилония в системе международных отношений Ближнего Востока (XIV—XII вв. до н. э.) // История Древнего Востока. Тексты и документы. — М., 2002.
- К хронологии правления Мурсили II: две хеттологические легенды. // Древний Восток и античный мир. Труды кафедры истории древнего мира Исторического факультета МГУ. Вып.2. — М.: Русский Двор, 1999.
- Датировка Троянской войны в античной традиции: к легендарной хронологии «героического века» Эллады // Studia historica. Вып. 3. — М.: МГПИ, 2003.
- «Пространные анналы» Мурсилиса II — текстологическая условность? // ВДИ. — 2005. — № 1.
- Письмо Хаттусилиса III Кадашман-Эллилю (KBo I 10) и вопросы ближневосточной хронологии // ВДИ. — 2007. — № 3.
- «Если царь с законоустановлением страны не считается…» Правитель, подданные и норма в вавилоно-ассирийском мире // Правитель и его подданные: социокультурная норма и ограничения единоличной власти. — М.: Институт Африки РАН, 2009.

#### Переводы
- Переводы средневавилонских текстов в книге: История древнего Востока. Тексты и документы. — М., 2002.

#### Учебники
- История древнего мира: Восток, Греция, Рим. — М.: Филологическое общество «Слово»; Эксмо, 2004. — 576 с. — (Серия «Высшее образование»). — ISBN 5-8123-0254-5, ISBN 5-699-08311-1. — (Соавторы: И. А. Ладынин, С. В. Новиков, В. О. Никитин).
- Древний Восток: Учебное пособие для вузов. — М.: АСТ, Астрель, 2008. — 656 с. — ISBN 978-5-17-045827-1, ISBN 978-5-271-17872-6. — (Соавторы: Н. В. Александрова, И. А. Ладынин, В. М. Яковлев)[18].
- История Древнего Востока. — М.: Дрофа, 2009. — 640 с. — (Серия «Высшее образование»). — ISBN 978-3-358-01189-2. — (Соавторы: М. Д. Бухарин, И. А. Ладынин, Б. С. Ляпустин).

#### Поэтические и литературные произведения
- Из поэтических и литературных произведений А. А. Немировского. в кн.: «Хранящий большое время»: Сборник научных трудов к пятидесятилетию Александра Аркадьевича Немировского[19] / Под ред. А. А. Банщиковой, И. А. Ладынина, В. Ю. Шелестина. М., 2018. С. 176—190.

### Об Александре Немировском
- Артемьев Максим. Портреты политблогеров: Немировский — русский Пол Джонсон[20] // OpenSpace.ru. — 6 июня 2012 года.
- Бондаренко Д. М. О Саше, о времени и о себе[21]. в кн.: «Хранящий большое время»: Сборник научных трудов к пятидесятилетию Александра Аркадьевича Немировского / Под ред. А. А. Банщиковой, И. А. Ладынина, В. Ю. Шелестина. М., 2018. С. 6-10.
- Ладынин И. А. Amico optimo[22]. в кн.: «Хранящий большое время»: Сборник научных трудов к пятидесятилетию Александра Аркадьевича Немировского / Под ред. А. А. Банщиковой, И. А. Ладынина, В. Ю. Шелестина. М., 2018. С. 11-24.